# (17031) Piethut
(17031) Piethut est un astéroïde de la ceinture principale.

## Description
(17031) Piethut est un astéroïde de la ceinture principale. Il fut découvert le 22 mars 1999 à la station Anderson Mesa par le programme LONEOS. Il présente une orbite caractérisée par un demi-grand axe de 2,39 UA, une excentricité de 0,12 et une inclinaison de 7,9° par rapport à l'écliptique.

## Compléments